# Fullmetal Alchemist: Dual Sympathy
Fullmetal Alchemist: Dual Sympathy es un videojuego basado en la serie de anime Full Metal Alchemist creado por Bandai para la Nintendo DS. El juego fue publicado en Japón el 21 de julio del año 2005, justo dos días después del lanzamiento de la película Fullmetal Alchemist: Conquistador de Shamballa. En Norteamérica fue lanzado al mercado el 12 de diciembre de 2006.

## Trama
La trama es todos los capítulos de la serie del 1 al 51, los protagonistas del juego son también los protagonistas de la serie Edward Elric y Alphonse Elric quienes buscan la piedra filosofal.

## Jugabilidad
El jugador controla a Edward Elric y algunas veces a Alphonse elric
la pantalla táctil del juego sirve para dibujar círculos de transmutación y realizar alquimia en el juego.

Cuando se inicia el juego en modo personaje podrás elegir el personaje con quien iniciaras tu aventura, cada personaje que uses en el modo personaje te permitirá acceder a su libro de alquimia

## Modos de jugabilidad
El juego tiene dos modos el modo historia, que sigue los eventos de los 51 capítulos de la serie. y el modo de personajes, es prácticamente lo mismo 
pero aquí puedes elegir al personaje que quieras de estos 6:
- Edward Elric
- Alphonse Elric
- Izumi Curtis
- Roy Mustang
- Alex Louis Armstrong
- Scar

## Minijuegos
Fullmetal Alchemist Dual Sympathy no solo tiene un modo historia y un modo de personajes también cuenta con varios minijuegos pero algunos solo algunos al principio están disponibles, el resto tendrá que conseguirse 
avanzando durante la historia y el modo de personajes.
A continuación se muestran todos los minijuegos del juego :
Arm Wrestling: en este juego tienes jugar vencidas usando el stylus (inspirado en el episodio 26 de la serie)
Trap: tienes que ayudar a Edward a esquivar la roca antes de que lo aplaste.(basado en el episodio 22)
Survival:el objetivo del juego es guiar a los niños edward y Alphonse
hacia su comida pero no los tiene que ver Mason, también deben evitar que el zorro llegue a la comida de los hermanos, lo anterior se puede evitar tocando alzorro con el stylus eso lo ahuyentara (basado en el episodio 27 de la serie)
Artistic Wood-Chopping: se trata de ayudar a armstrong a romper un poco de leña
Fullmetal Vs. Flame: en este juego controlas a roy mustang, tienes que quemar todo lo que te aviente edward.
Scratch: el objetivo es simple: dibujar algo y quitar a los gatos que te estorben
Whack-A-Homunculus: este juego es parecido a pegarle al topo,
se puede controlar a Winry o a Riza Hawkeye ,para pegarle o dizparara los homunculos.( cabe destacar que Dante sale también, aunque no sea homúnculo, esto quizás es justificado porque ella es su líder)

## Las imágenes
Durante el modo personaje deberás pasar los modos sin realizar ningún continuar, así podrás ver las imágenes sacadas de la serie, son 7 imágenes en total, 6 por cada personaje del juego y una de todos los personajes del anime, incluidos homunculos.

## Jefes
El juego alrededor de los dos modos (modo historia y modo de personajes)
aparecen varios jefes estos son:
- 1-la quimera de Cornello
- 2-el padre Cornello
- 3-Bald
- 4-Roy Mustang
- 5-Barry el Descuartizador
- 6-los hermanos Slicer
- 7-Greed
- 8-Greed (en su forma de escudo definitivo)
- 9-Wrath
- 10-Sloth
- 11-Dante (ñ)
- 12-Envy(ñ)
- 13-Pride(&)

&=solo para el modo de personajes
ñ= solo para el modo historia.
- Datos: Q1987326